# Architekturstiftung Österreich
Die Architekturstiftung Österreich ist eine gemeinnützige Stiftung zur nationalen und internationalen Förderung, Vernetzung, Wahrung und Positionierung der österreichischen Architektur und Baukultur.

## Geschichte
Die Architekturstiftung Österreich wurde 1996 als gemeinsame Plattform von den Architekturhäusern der Bundesländer, der Österreichischen Gesellschaft für Architektur (ÖGFA) und der Zentralvereinigung der Architekten gegründet.

## Struktur

### Stifter
Die Stifter der Architekturstiftung Österreich entsenden jeweils eine Person als Beirat. Dieser Beirat wählt den Vorstand. Der Vorstand entwickelt, in Abstimmung mit der Geschäftsführung, inhaltliche Schwerpunkte und Ziele der Stiftung.
Stifter der Architekturstiftung Österreich:
- Architektur Raumburgenland
- Architektur Haus Kärnten
- ORTE Architekturnetzwerk Niederösterreich
- Architekturforum Oberösterreich
- Initiative Architektur
- Haus der Architektur Graz
- aut. architektur und tirol
- Vorarlberger Architektur Institut
- Österreichische Gesellschaft für Architektur
- Zentralvereinigung der ArchitektInnen Österreich

## Aktivitäten
Die Architekturstiftung Österreich ist Veranstalter des Architekturfestivals “Turn on”.
Die Architekturstiftung Österreich zeichnet seit dem Jahr 2000 für die Konzeption und Organisation des Staatspreises Architektur der Republik Österreich verantwortlich.
Der Preis Bessere Lernwelten ist eine Kooperation des Bundesministeriums für Bildung, Wissenschaft und Forschung mit der Architekturstiftung Österreich und wurde 2021 zum zweiten Mal vergeben.
Der alle zwei Jahre vergebene „Best of Brick Award“ würdigt weltweit innovative und herausragende Ziegelarchitektur.
Das Projekt RaumGestalten, in Kooperation mit dem OeAD und der Bundeskammer der Ziviltechniker:innen, fördert seit dem Schuljahr 2010/11 die Baukultur- und Architekturvermittlung für Kinder und Jugendliche an Schulen.
Die Architekturstiftung Österreich, in Kooperation mit der Bundeskammer der Ziviltechniker:innen, ist seit dem Jahr 2000 Träger des Vereins Architekturtage, der alle zwei Jahre das Baukulturfestival Architekturtage in ganz Österreich veranstaltet.
Die Architekturstiftung Österreich ist im Beirat für Baukultur der Republik Österreich vertreten und ist aktiv an der Erarbeitung baukultureller Themen für den Bund beteiligt.
Die Architekturstiftung Österreich zeichnet in Zusammenarbeit mit dem Aluminium-Fenster-Institut sowie der IG Architektur verantwortlich für den Aluminium-Architektur-Preis sowie den Alufenster-Fassaden-Preis.